# Rakovszky István (író)
Nagy-rákói és nagy-selmeczi Rakovszky István (Pozsony, 1832. június 16. – Pozsony, 1891. december 28.) császári és királyi kamarás, író, a Szent Sír Lovagrend középkeresztese és a pápai Szent Gergely-rend lovagja.

## Élete
Rakovszky István királyi táblai ülnök (meghalt 1832. jan. 19. Pesten) és Gaszner Seraphin fia. Tanulmányai befejezése után lontói (Hont megye) birtokán gazdálkodott. A téli hónapokban Pozsonyban lakott és ideje nagy részét történelmi tanulmányokra, különösen Pozsony történetének megírására fordította.
Elhunyt Pozsonyban, 1891. december 28-án délután 3 és fél órakor, életének 60., házasságának 35. évében. Örök nyugalomra helyezték a Szent-András sírkert lévő sírboltba 1891. december 30-án a római katolikus hitvallás szertartásai szerint.
Részt vett a Pozsonyi Városi Múzeum alapításában, illetve A Pallas nagy lexikona szerkesztésében is. Gazdag könyvtárt és régiséggyűjteményt hagyott hátra.

## Írásai
Cikkei a Pressburger Zeitung évfolyamaiban (Alterthümliche Überliefereungen von Pressburg); az Új Magyar Múzeumban (1860. Hont vármegye régi tisztviselőinek emlékezete); a Magyar Sionban (1863. Sághi prépostság emlékezete, 1865. Pozsony egyházai); a Magyar Tudományos Értekezőben (1862. I. Drégely vára emlékezete, Pozsonyiak két régi egyháza: Szent Lőrinczről nevezett egyház és a Szent Mihályról nevezett egyház; II. Torna várának történeti vázlata); a Századokban (1875. Adalékok a magyar ágyúk történetéhez).

## Munkái
- Pozsony szabad királyi város rövid története. Pozsony, 1865 (különnyomat a Pozsony és Környékéből)
- Das Pressburg Rathhaus und der Stadtrath, dessen Geschichte, Entwickelung und Verhältnisse im Mittelalter. Nach archivalischen Quellen zusammengestellt aus den alterthümlichen Überlieferungen von Pressburg. Uo. 1872

### Kéziratban
- Diplomatarium Posoniense, ívrét 3 kötet
- Das Pressburger Stadtrecht, ívrét 1 kötet
- Pozsony sz. kir. város oknyomozó története, 3 kötetre tervezve
- Jegyzetek a magyarországi családokra s helyekre nézve a XV. századtól a XVII. század végéig